# Moledros

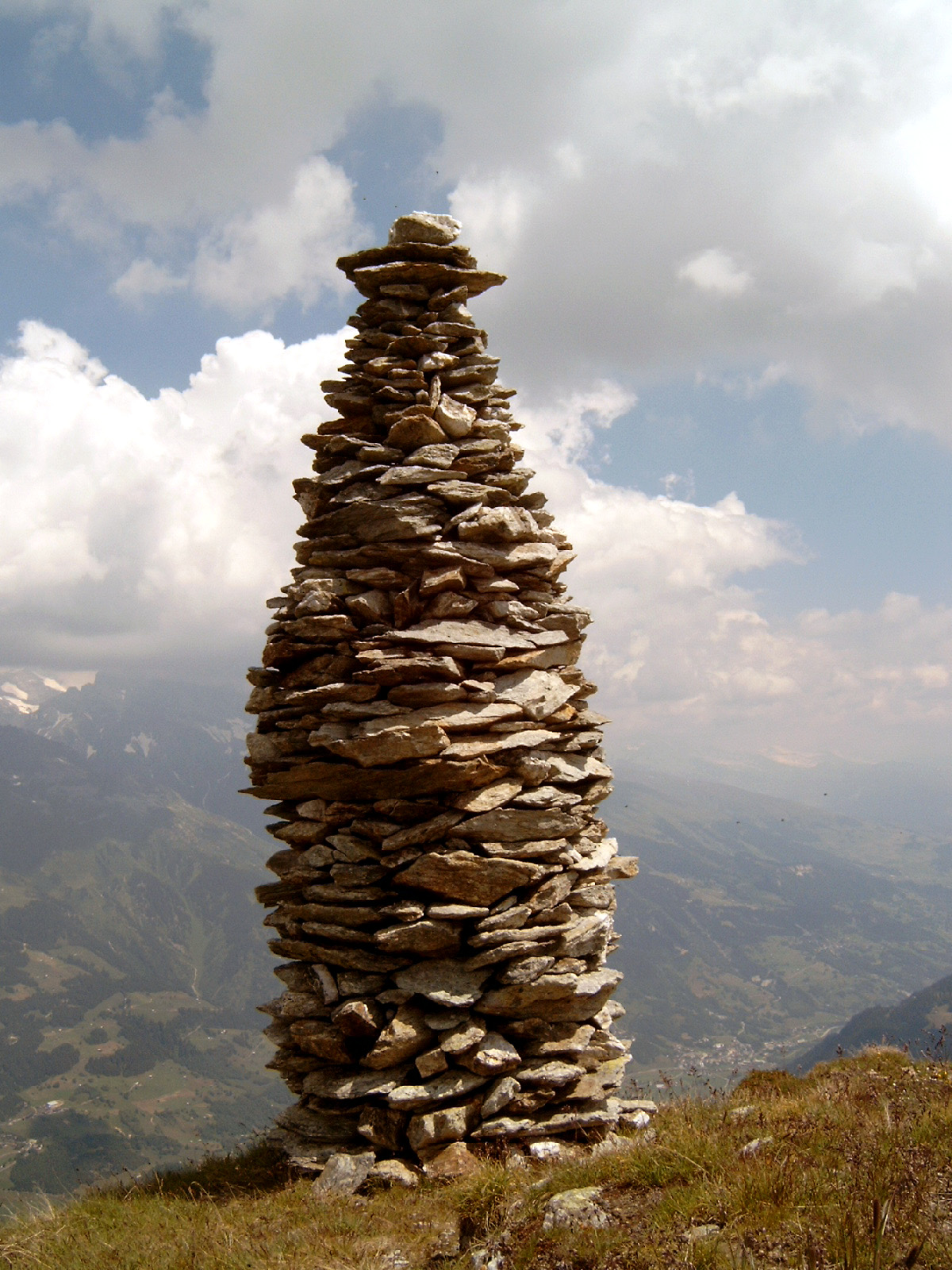
Um marco (de cairn, ou modeldros) marcando o cume de uma montanha em Grisões, Suíça.

Moledros, moledos, melédros, mariolas ou pedregais são pequenos montículos de pedras, erigidos por humanos em zonas remotas para assinalar locais notáveis numa rota de caminhadas ou peregrinação, como um cume, ou para assinalar trajetos, quer para caminhantes, quer em alguns casos usados por pastores para se orientarem. Os moledros são uma forma fácil, rápida e sem qualquer custo de assinalar um local ou trajeto, com recursos disponíveis no local. Geralmente considerados como tendo um impacto ecológico negligenciável, sem qualquer tipo de poluição química ou visual (no caso dos pequenos). No entanto existem algumas críticas à sua construção em alguns locais, por considerarem que colocam em perigo, animais, visitantes, e paisagem.

## Etimologia

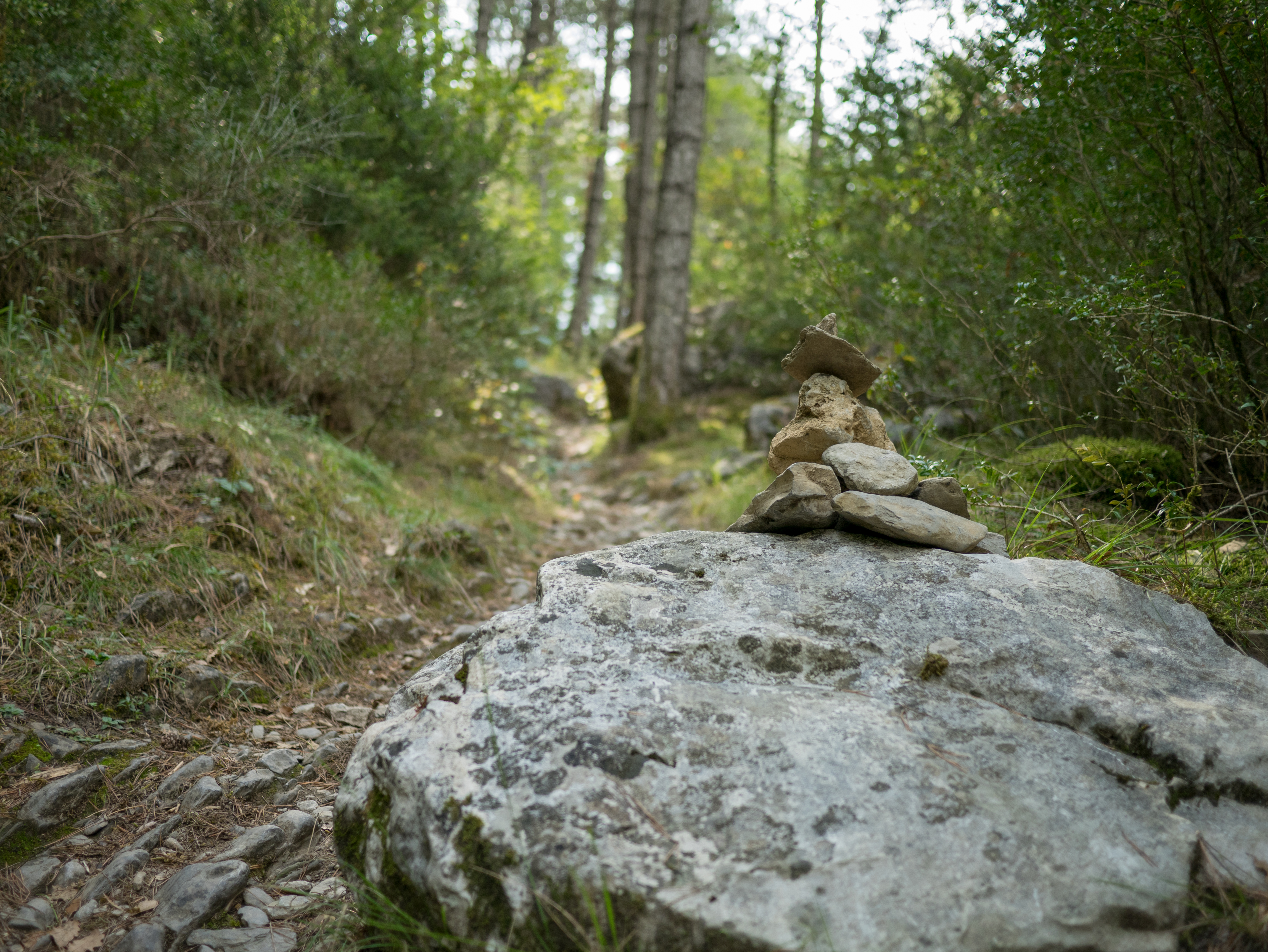
Moledro num caminho óbvio assinala e confirma que se está a percorrer a rota correta

De origem desconhecida o termo pode ser comparado ao proto-celta *mol-eje/o(?) que significa louvar.

## Características

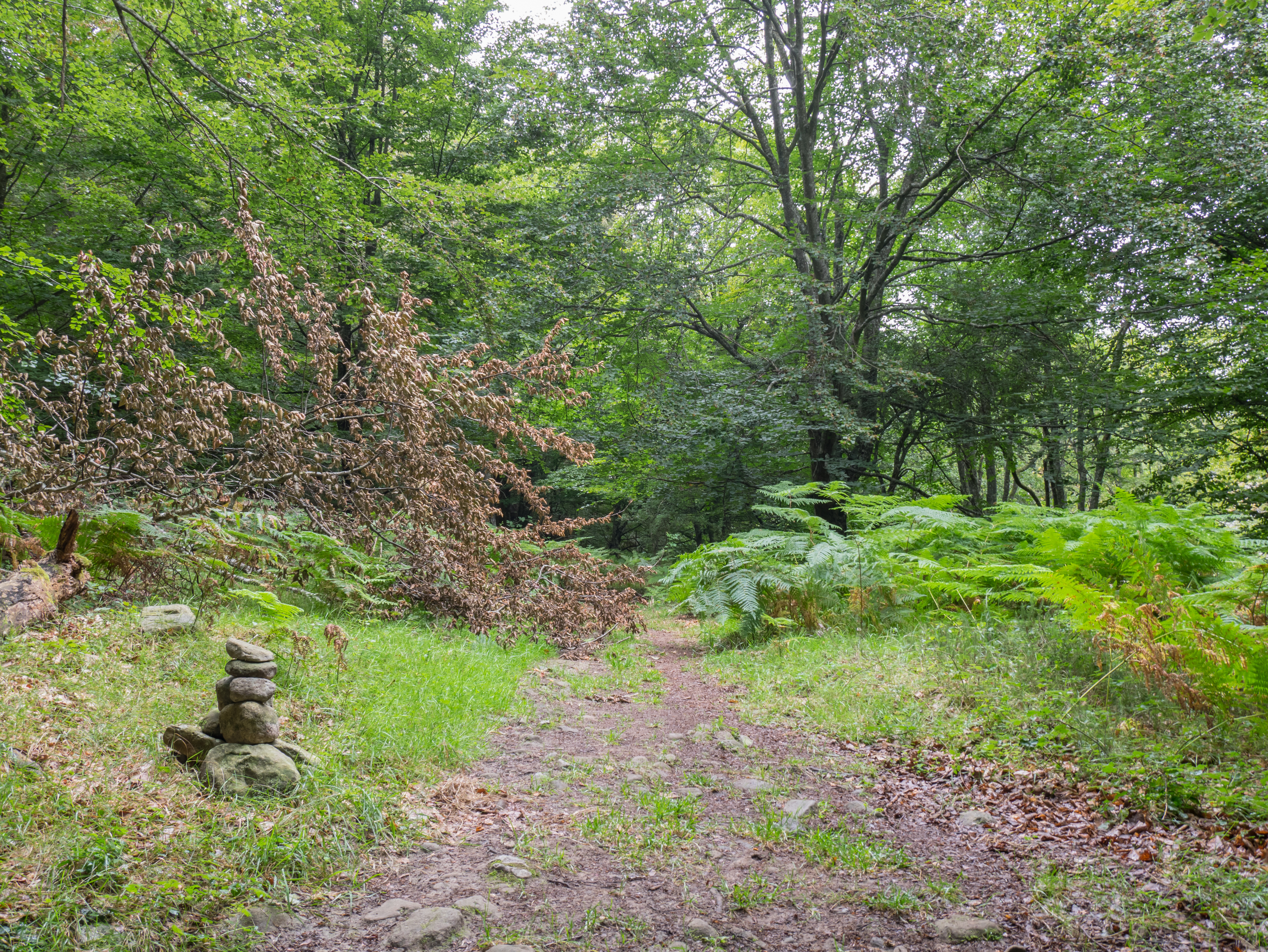
Moledro sujeito a não ser visível em algumas estações do ano devido ao risco de ser obstruído pela vegetação

Os moledros podem variar de tamanho e composição:
- um simples montículo composto por 2 ou 3 pedras (em raras exceções 1) de forma mais ou menos achatada ou 2 pedras: uma na vertical na forma de um pequeno menir em cima de uma achatada, desde que seja óbvio que não estão amontoadas ao acaso por uma derrocada, mas sim intencionalmente, por forma a assinalar as direções várias vezes ao longo de um trajeto. Os moledros compostos por poucas pedras são normalmente colocados em cima de uma grande rocha, quando possível, para se destacarem na paisagem e não serem obstruídos pela vegetação. A quantidade de pequenos moledros necessários ao longo de uma rota varia conforme a geografia do terreno. Dois pequenos moledros podem estar distanciados por poucos metros numa zona acidentada ou uma centena de metros numa planície com vegetação rasteira em que quando um caminhante está ao lado de um dos moledros, vê o outro de forma clara;
- um monte de várias centenas de pedras, que em muitos casos vai crescendo com cada caminhante a amontoar mais uma pedra ao passar, para assinalar um marco notável de um percurso.

## Lendas

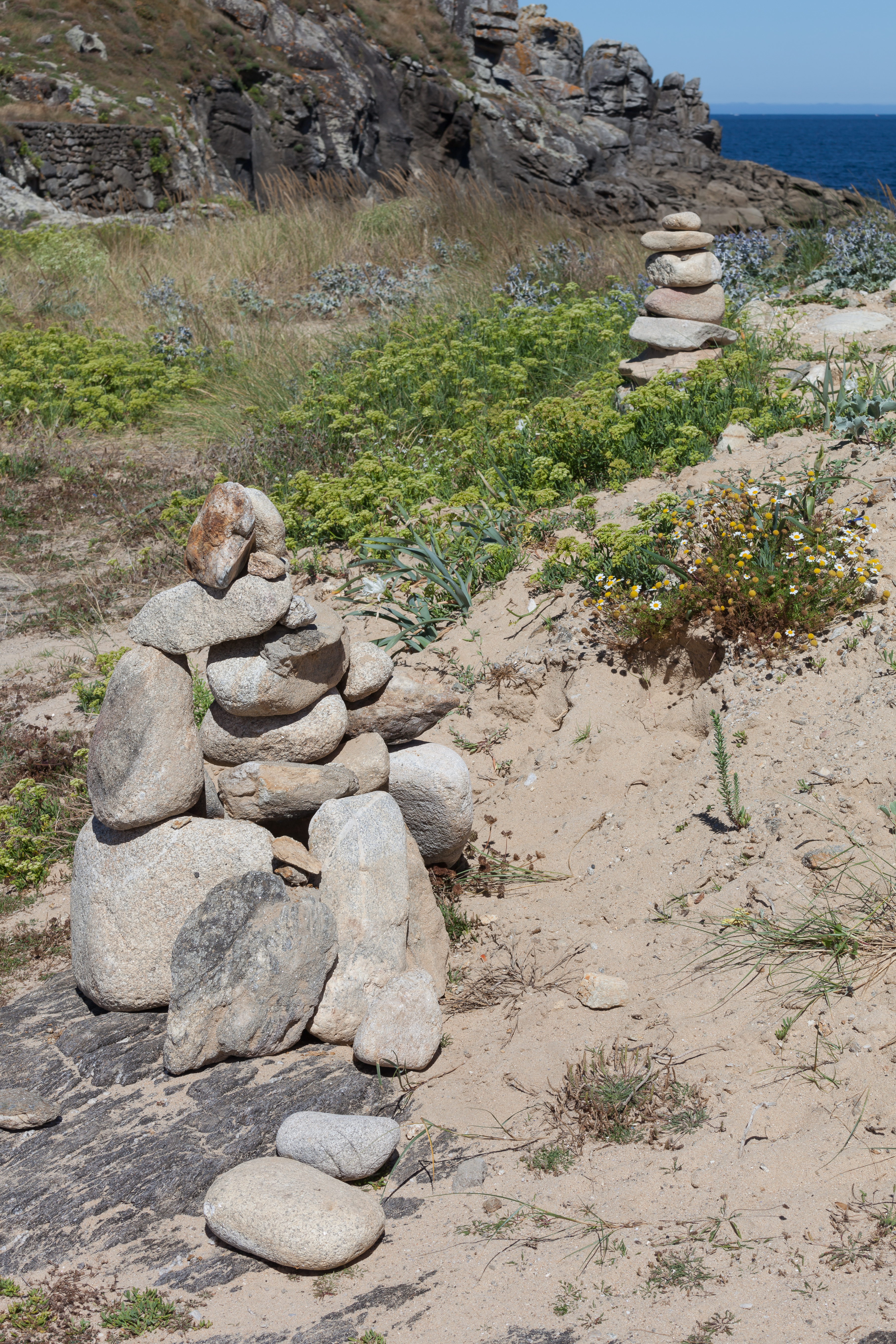
Exemplo de 2 moledros desnecessariamente demasiado próximos

Existe a crença de que quando se retira uma pedra do montículo ela retorna de madrugada ao moledo. "Quando se leva do moledro uma pedra, e se deixa num sítio, aí a pedra anoitece, mas não amanhece." 
Também se conta que quando alguém leva uma pedra do moledro, às escondidas sem ninguém saber, e se coloca a pedra debaixo do travesseiro, no dia seguinte aparece um soldado, que logo desaparece, e se transforma em pedra para depois de novo reaparecer no moledro.
Segundo Leite de Vasconcelos, no Cabo de São Vicente, em Portugal, dizia-se que cada uma das pedras é um soldado. Antigamente os moledros eram associados à expedição de Dom Sebastião de Portugal.